# Donacesa
Donacesa é um gênero de traça pertencente à família Arctiidae.